# Івановці (Валпово)
45°37′ пн. ш. 18°23′ сх. д. / 45.62° пн. ш. 18.38° сх. д.
Івановці (хорв. Ivanovci) — населений пункт у Хорватії, у Осієцько-Баранській жупанії у складі міста Валпово.

## Населення
Населення за даними перепису 2011 року становило 460 осіб.
Динаміка чисельності населення поселення:

## Клімат
Середня річна температура становить 11,04 °C, середня максимальна – 25,28 °C, а середня мінімальна – -6,05 °C. Середня річна кількість опадів – 656 мм.
| Клімат поселення                              | Клімат поселення | Клімат поселення | Клімат поселення | Клімат поселення | Клімат поселення | Клімат поселення | Клімат поселення | Клімат поселення | Клімат поселення | Клімат поселення | Клімат поселення | Клімат поселення | Клімат поселення |
| Показник                                      | Січ.             | Лют.             | Бер.             | Квіт.            | Трав.            | Черв.            | Лип.             | Серп.            | Вер.             | Жовт.            | Лист.            | Груд.            |                  |
| Середній максимум, °C                         | 5,61             | 7,80             | 12,50            | 17,13            | 22,30            | 25,28            | 25,28            | 24,86            | 20,68            | 15,28            | 9,30             | 5,34             |                  |
| Середня температура, °C                       | −0,22            | 2,00             | 6,69             | 11,30            | 16,47            | 19,47            | 21,27            | 20,88            | 16,69            | 11,30            | 5,30             | 1,36             |                  |
| Середній мінімум, °C                          | −6,05            | −3,84            | 0,82             | 5,47             | 10,64            | 13,62            | 17,29            | 16,86            | 12,70            | 7,30             | 1,32             | −2,64            |                  |
| Норма опадів, мм                              | 41               | 37               | 38               | 50               | 62               | 83               | 63               | 61               | 51               | 57               | 63               | 50               |                  |
| Середньомісячна швидкість вітру, м/с          | 2.33             | 2.60             | 2.89             | 2.80             | 2.41             | 2.24             | 2.20             | 2.00             | 2.00             | 2.10             | 2.30             | 2.40             |                  |
| Середньомісячна сонячна радіація, кДж/м²·день | 4193             | 6918             | 10874            | 15449            | 19345            | 21551            | 22104            | 20243            | 14874            | 9248             | 4726             | 3512             |                  |
| --------------------------------------------- | ---------------- | ---------------- | ---------------- | ---------------- | ---------------- | ---------------- | ---------------- | ---------------- | ---------------- | ---------------- | ---------------- | ---------------- | ---------------- |
| Джерело:                                      |                  |                  |                  |                  |                  |                  |                  |                  |                  |                  |                  |                  |                  |